# Туркман, Амир-хан
Амир хан Мосуллу-Туркман (1510, Тебриз или Сефевидское государство — 1586, Тебриз) — военный деятель Сефевидской империи, беглербег (наместник) Азербайджана (1577—1585). Внук Эмир-бек Мосуллу.

## Биография
Амир-хан родился в 1510 году в Тебризе в семье туркманского хана Мухаммеди-бека. Он из родом из туркоманского кочевого племени туркман, из клана Мосуллу.
Предводитель племени устаджлу при дворе Пире Мухаммед-хан вынужден был примириться с расправой над представителями шамлу при дворе, чтобы спасти свое племя от подобной же участи, так как его племя также обвинялось в соучастии в мятеже в Хорасане из-за выступления Муршид Кули-хана Устаджлу на стороне правителя Герата Али Кули-хана Шамлу. В знак примирения он принял участие в пышной свадьбе Амир-хана Туркмана с принцессой Фатимой Султан-ханум и дал согласие на брак своей дочери с сыном Амир-хана, который состоялся в Тебризе после описанных кровавых событий.
Первым делом Мустафа Леле-паша в нарушение договора 1555 года, по которому область Карса была признана демилитаризованной зоной, восстановил крепость Карса и ввел туда войска. Правитель соседней с Карсом сефевидской области Чухур-Саад Мухаммеди-хан Тохмак Устаджлу сообщил в Казвин о движении турок и попытался задержать их на границе. В этот опасный момент кызылбашские предводители не проявили надлежащей выдержки для объединения своих сил и организации отпора. Когда турки двинулись из Эрзурума в Карс, Мухаммеди-хан Тохмак для пресечения османского вторжения послал к правителю южной части Азербайджана Амир-хану Туркману и правителю Карабаха Имамкули-хану Каджару человека с призывом к объединению сил в Чухурсааде. Но Амир-хан «из крайнего упрямства и вражды, которая существовала между племенами туркман и устаджлу, хотел, чтобы ни одного знатного человека из того племени в живых не осталось», а поэтому проявил преступную беспечность к вооружению и снаряжению своих войск, откладывая выступление.
Имамкули-хан Каджар откликнулся на зов беглярбека Чухурсаада и явился сюда с ополчением из Карабаха. У них вместе было не более 15 тыс. человек. В ожидании подхода отрядов Амир-хана они расположились к северо-востоку от Карса на берегу озера Чылдыр. Кызылбашские военачальники намеревались отрезать врагу путь в Грузию..
Войска Амир-хана Туркмана подошли к реке Канык 8/9 сентября, позже к нему присоединились его сын Мурад-хан (правитель Мугана), правитель Нахичевана Шараф-хан Бидлиси, правитель Караджадага Халифа Ансар, Дунбули Хаджи-бек и многие другие. Собралось свыше 20 тысяч воинов.
В 1577 году пограничные курдские племена, подстрекаемые османским правителем Вана Хосровом-пашой, подняли мятеж. Поддержанные турецкими войсками, курды захватили Хой, а затем крепости Гегерчинлик и Урмию. Назначенный к этому времени правителем Азербайджана Амир-хан Туркман с 10--15 тыс. воинов двинулся из Тебриза к границе. Мятежники укрылись в крепостях, но закрепиться в курдских районах Амир-хан не смог. К мятежу примыкали все новые племена.